# Laura Knight
Laura Knight, nombre de soltera Laura Johnson (Long Eaton, Derbyshire, 4 de agosto de 1877-Nottingham, 7 de julio de 1970), fue una pintora británica.
En 1890 estudió en la Nottingham Art School. Allí conoció a su futuro esposo Harold Knight (1874–1961). En 1903 viajó a los Países Bajos, donde quedó muy impresionada por los cuadros de la Escuela de La Haya.
Desde 1894 hasta 1906 vivió en Staithes, pintó la vida rural con colores apagados. En 1907 se trasladó a Newlyn, donde se relacionó con el grupo de estudiantes en torno a Stanhope Forbes. Sus paisajes de esta época se vuelven más claros y brillantes. En 1918 se trasladó a Londres, donde entran nuevos campos temáticos, el teatro, el ballet y el circo, por lo que fue considerada una discípula de Picasso.

## Biografía

### Comienzos

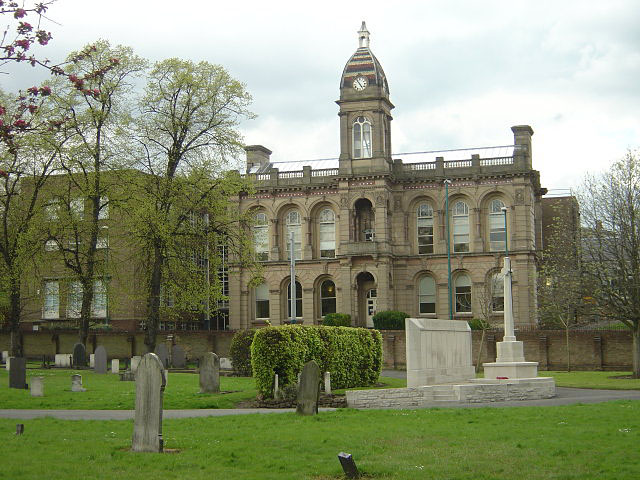
Nottingham College of Art, Waverley Street

Laura Johnson nació en Long Eaton, Derbyshire, la más joven de las tres hijas de Charles y Charlotte Johnson. Su padre abandonó a la familia no mucho después de su nacimiento, y Knight creció en medio de problemas financieros. Su abuelo era dueño de una fábrica de encajes, pero el advenimiento de nuevas tecnologías llevó al negocio a la bancarrota. La familia tenía relaciones en el norte de Francia que también estaban en el negocio de fabricación de encajes y en 1889 les enviaron a Knight con la intención de que eventualmente estudiara arte en un taller parisino. Después de un tiempo miserable en las escuelas francesas, la bancarrota de sus relaciones francesas obligó a Knight a regresar a Inglaterra.
Charlotte Johnson enseñó a tiempo parcial en la Escuela de Arte de Nottingham, y logró que Knight se inscribiera como una "estudiante artesanal" allí, sin pagar aranceles, con solo 13 años de edad. A la edad de quince años, y aun siendo una estudiante ella misma, Knight se hizo cargo de las tareas de enseñanza de su madre cuando Charlotte fue diagnosticada con cáncer y enfermó gravemente. Más tarde Knight ganó una beca y la medalla de oro en la competencia nacional de estudiantes organizada por el entonces Museo de South Kensington. Continuó dando clases privadas después de dejar la Escuela de Arte, ya que tanto ella como su hermana Evangeline Agnes, conocida como Sissie, habían quedado solas con muy poco dinero, después de la muerte de su madre, su hermana Nellie y sus abuelas. En la Escuela de Arte, Laura conoció a uno de los estudiantes más prometedores, Harold Knight, que entonces tenía 17 años, y determinó que el mejor método de aprendizaje era copiar la técnica de Harold. Se hicieron amigos y se casaron en 1903.

### Staithes y Laren

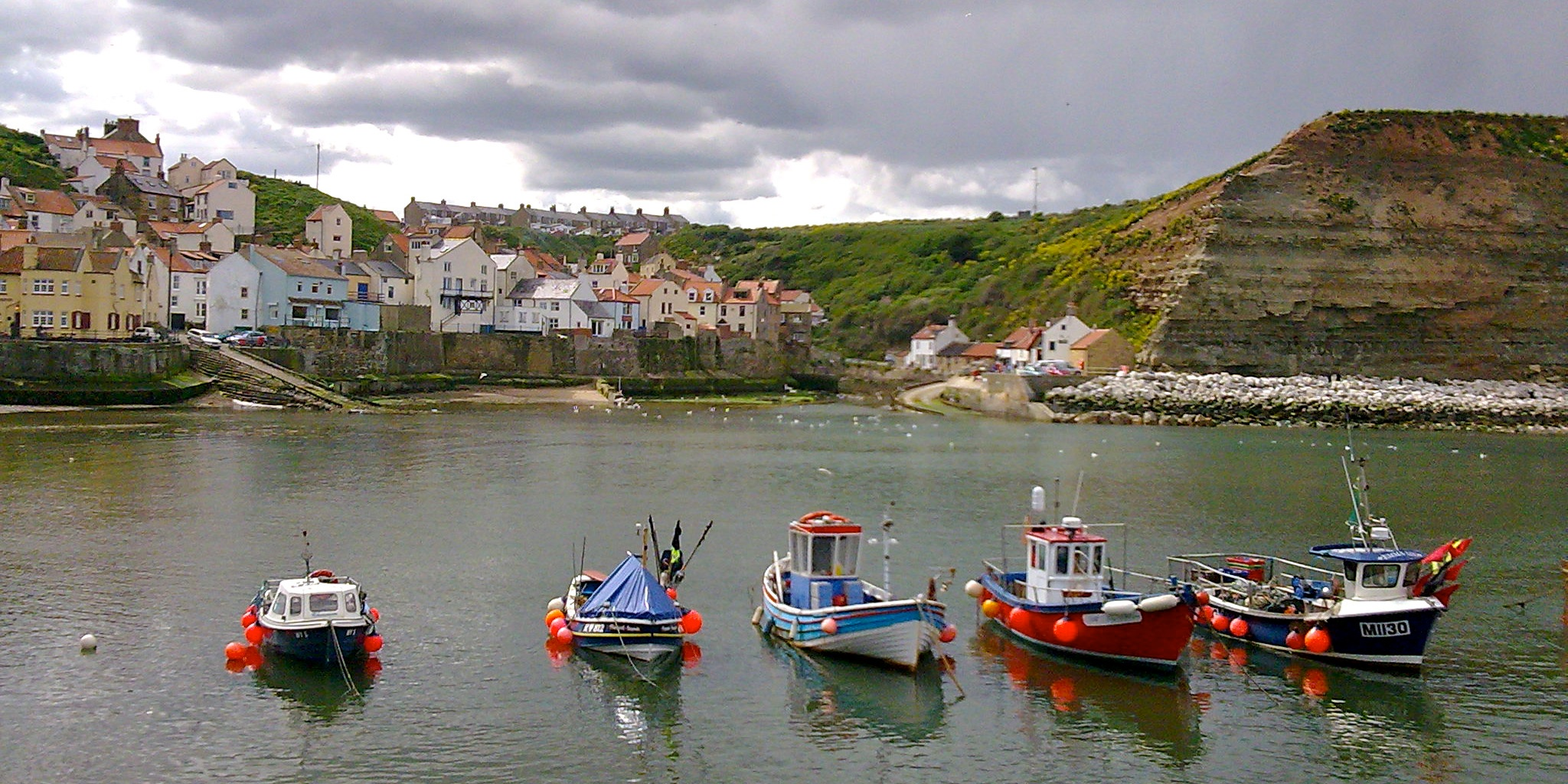
Staithes Harbour

En 1894 la pareja visitó Staithes, un pueblo de pescadores en la costa de Yorkshire, para unas vacaciones y pronto regresó, acompañada por su hermana Evangeline Agnes, a vivir y trabajar allí. En Staithes Laura dibujó a la gente de la aldea de pescadores y las granjas circundantes, mostrando las dificultades y la pobreza de sus vidas. Realizó estudios, pinturas y acuarelas, a menudo pintando en tonos oscuros y apagados. La falta de dinero para materiales costosos significó que ella produjo pocas pinturas al óleo en este momento. Los niños locales se sentaban para ella, por centavos, dándole la oportunidad de desarrollar su técnica de pintura de figuras. Menos exitoso en este momento fue su paisaje y obras temáticas. A pesar de que pintó en los páramos, en el interior de Staithes, no se consideró exitosa para resolver estos estudios en piezas terminadas. Más tarde recordó:

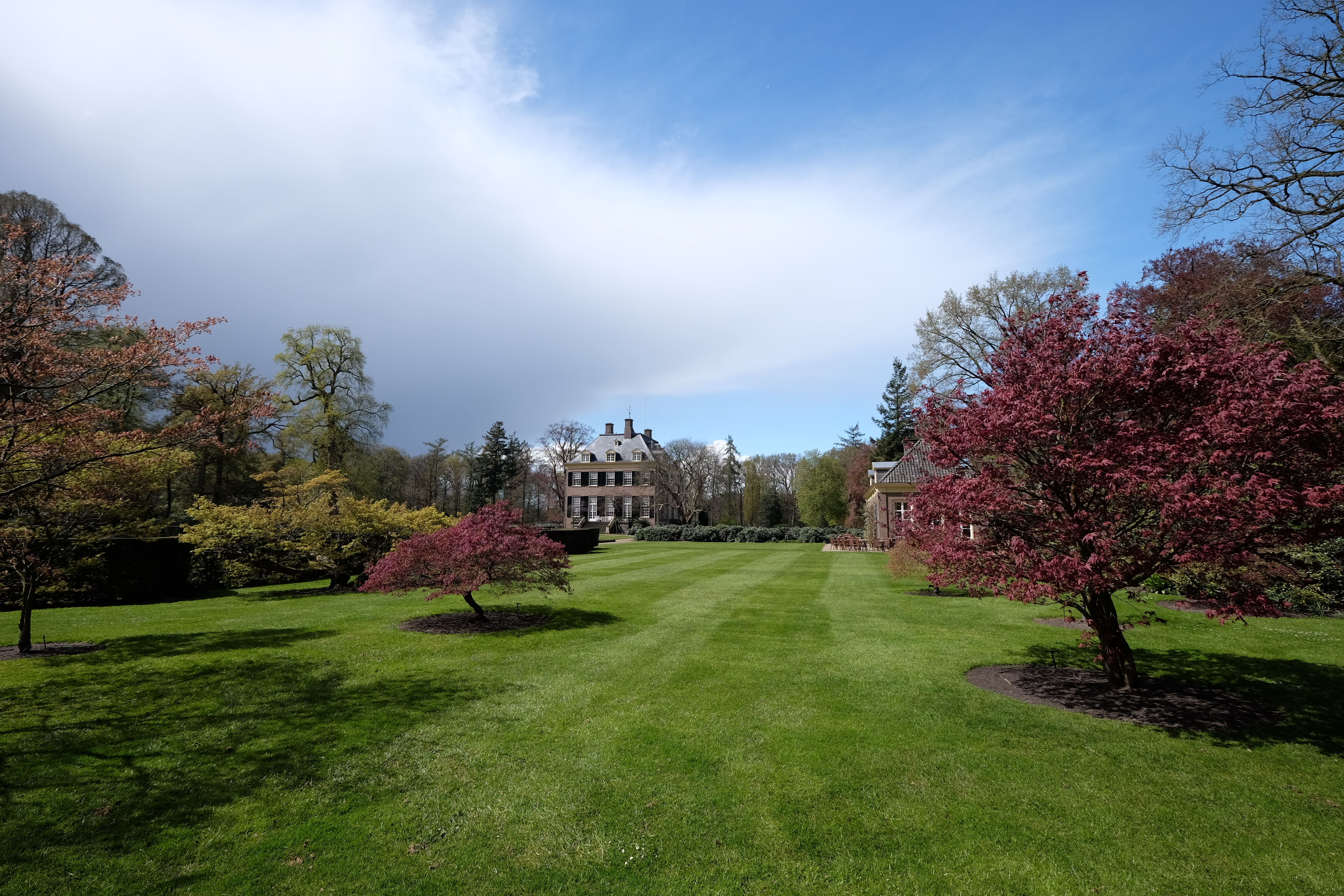
Laren, Netherlands

"A pesar de que mi estudio a menudo se calentaba al quemar lienzos y dibujos, no me arrepiento de todo el trabajo experimental realizado y destruido. Staithes era un tema demasiado grande para un estudiante inmaduro, pero trabajando allí desarrollé una memoria visual que me ha sido muy útil desde entonces."
Laura Johnson y Harold Knight se casaron en 1903 e hicieron su primer viaje a los Países Bajos en 1904. Pasaron allí seis semanas ese año y seis meses allí en 1905. Visitaron la colonia de artistas en Laren. La colonia era un grupo de seguidores de la Escuela de artistas de La Haya que habían estado pintando en remotas comunidades rurales desde la década de 1850. Los Knight hicieron un tercer viaje a Laren en 1906 antes de pasar ese invierno en Yorkshire.

### Cornualles

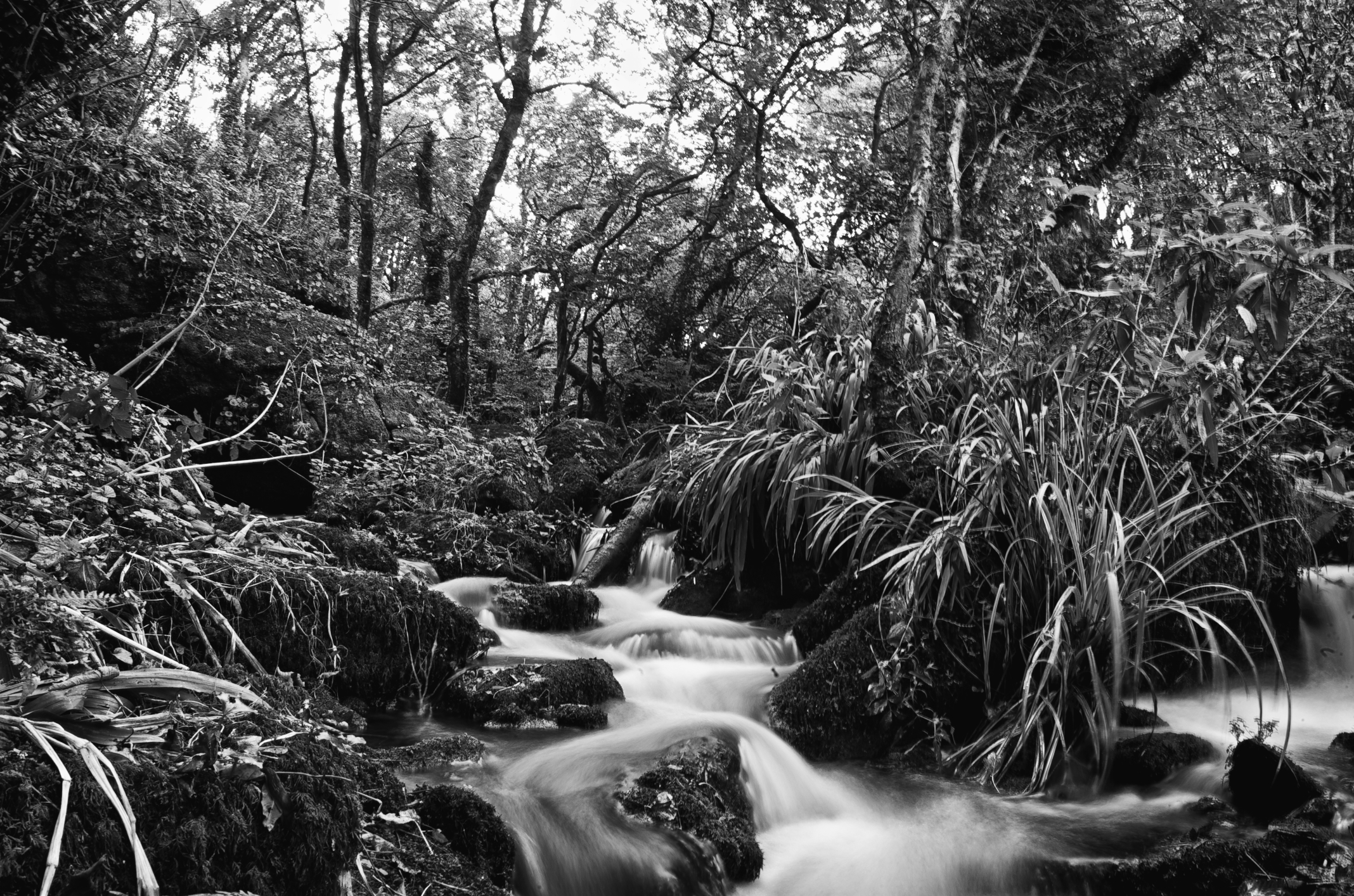
Lamorna. Cornwall B&W

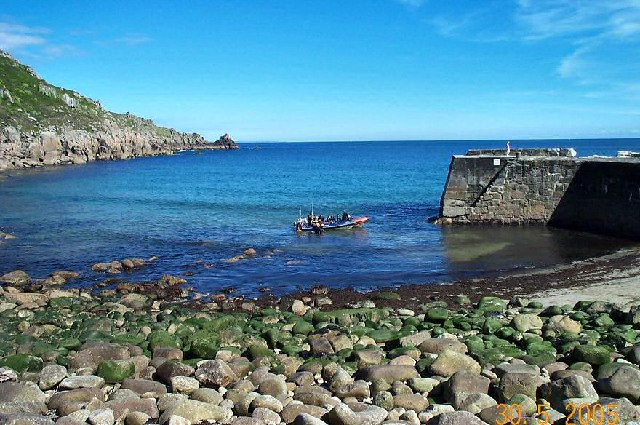
Lamorna Cove

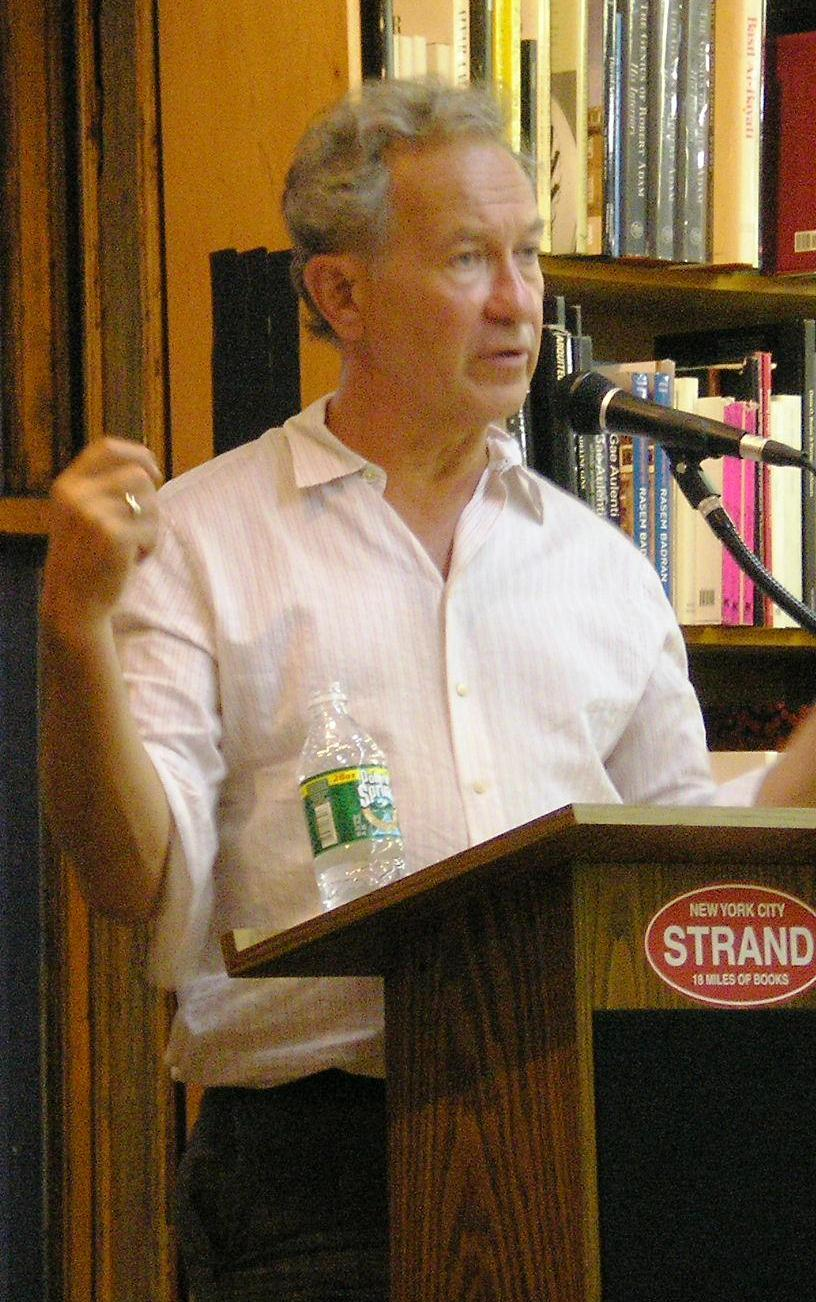
Simon Schama

A finales de 1907 se mudaron a Cornualles, quedándose primero en Newlyn, antes de mudarse a la aldea cercana de Lamorna. Allí, junto a Lamorna Birch y Alfred Munnings, se convirtieron en figuras centrales de la colonia de artistas conocida como Newlyn School. En marzo de 1908 ambos tenían obras expuestas en la Newlyn Art Gallery y Harold Knight era un reconocido pintor de retratos profesional, mientras que Laura Knight todavía estaba desarrollando su arte. Alrededor de Newlyn, los Knight se encontraron entre un grupo de artistas sociables y enérgicos, lo que parece haber permitido que los aspectos más vívidos y dinámicos de la personalidad de Laura salieran a la luz.

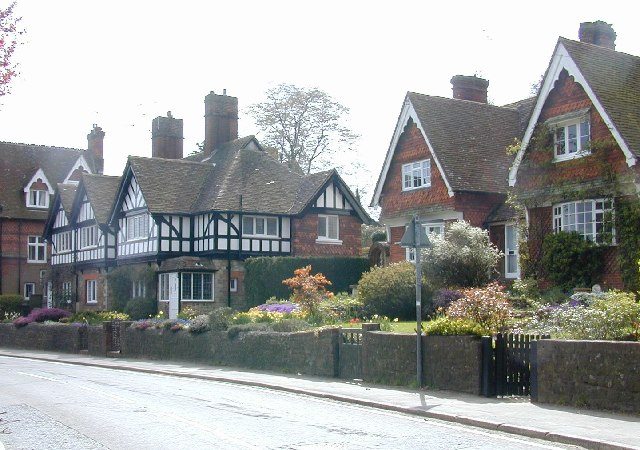
Witley

Laura Knight pasó el verano de 1908 trabajando en las playas de Newlyn realizando estudios para su gran cuadro de niños bajo la luz del sol, The Beach que se presentó en la Royal Academy en 1909, y fue considerado un gran éxito, mostrando a Laura pintando en un estilo más impresionista de lo que había mostrado anteriormente. Por esta época comenzó a pintar composiciones de mujeres al aire libre, a menudo en las rocas o acantilados alrededor de Lamorna. Knight a veces usaba modelos de Londres que estaban preparados para posar desnudos. Aunque hubo algo de resentimiento a nivel local sobre esto, el terrateniente Coronel Paynter, fue totalmente solidario y permitió a Knight y los otros artistas tuvieran la libertad necesaria. Daughters of the Sun, que mostraba a varias mujeres, algunas desnudas, sentadas junto a una entrada costera, se completó en 1911 y fue bien recibida cuando se exhibió en la Royal Academy, pero posteriormente fue dañada y destruida. En los últimos años, los ejemplos de las composiciones al aire libre de Knight de Cornualles han atraído precios elevados en una subasta.
Otra obra de esta época es The Green Feather, que Knight pintó, y volvió a pintar debido a un cambio en el clima, al aire libre en un solo día y muestra a la modelo Dolly Snell en un vestido de noche esmeralda con un sombrero y una pluma grande. Knight envió la pintura a una exposición internacional celebrada en el Instituto Carnegie en Pittsburgh y fue comprada por la National Gallery of Canada por 400 libras. Knight comenzó la vasta pintura Lamorna Birch y sus Hijas en 1913, pintando en un bosque en el Valle de Lamorna, pero luego mantuvo la pintura sin terminar en su estudio hasta que finalmente la completó en 1934, el mismo año que Birch fue elegido miembro de la Royal Academy.

### Autorretrato con desnudo

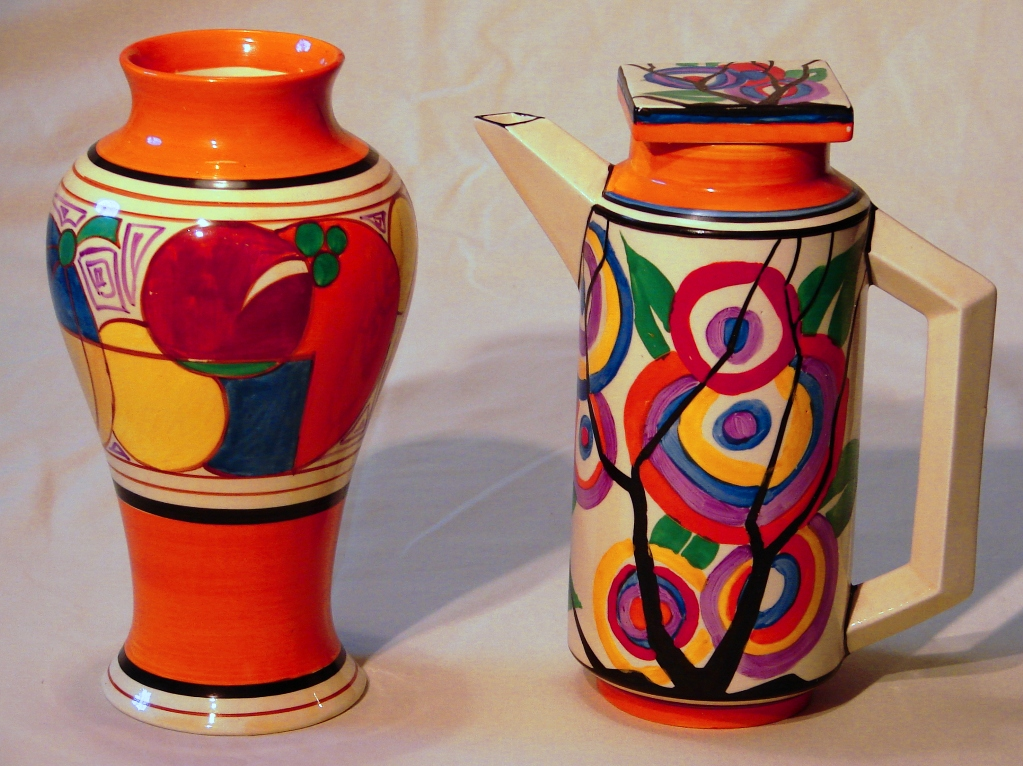
Cerámicas de la fábrica Clarice Cliff

En 1913, Knight hizo una pintura que fue la primera vez para una artista femenina, Autorretrato con desnudo, en que se muestra a sí misma pintando una modelo desnuda, la artista Ella Naper. La pintura es una composición compleja y formal en un ambiente de estudio. Usando espejos, Knight se pintó a sí misma y a Naper como se verían si alguien entrara al estudio detrás de las dos. Como estudiante de arte, a Knight no se le había permitido pintar modelos desnudos directamente, sino que, al igual que todas las estudiantes de arte en Inglaterra en ese momento, se limitaba a trabajar desde moldes y copiar dibujos existentes. Knight estaba profundamente ofendida por esto, y Self Portrait with Nude es un claro desafío y reacción a esas reglas. La pintura se mostró por primera vez en 1913 en la Galería de Arte Passmore Edwards en Newlyn, y fue bien recibida tanto por la prensa local como por otros artistas. Aunque la Royal Academy rechazó la pintura para su exhibición, se exhibió en The International Society of Sculptors, Painters and Gravers en Londres, como The Model. El crítico del Daily Telegraph calificó la pintura de "vulgar" y sugirió que "podría haberse quedado en el estudio del artista". A pesar de esta reacción, Knight continuó exhibiendo la pintura a lo largo de su carrera, y continuó recibiendo críticas de la prensa. Después de la muerte de Knight, la imagen, ahora conocida simplemente como Autorretrato (1913), fue adquirida por la National Portrait Gallery, y ahora se considera una obra clave en la historia del autorretrato femenino y como símbolo de una emancipación femenina más amplia. En 2015, Simon Schama describió la pintura como una "obra maestra" e "incomparablemente, su obra más grandiosa, a la vez conceptualmente compleja, heroicamente independiente, formalmente ingeniosa y amorosamente sensual".

### Primera Guerra Mundial y posguerra
La censura durante la Primera Guerra Mundial incluyó restricciones para dibujar y pintar alrededor de la costa británica. Esto causó problemas para Laura Knight, particularmente cuando pintaba Spring, que se exhibió en la Royal Academy en 1916, pero que luego reformuló. También en 1916, Knight recibió una comisión de 300 libras para pintar un lienzo para la Oficina de Registros de Guerra del gobierno canadiense sobre el tema de Entrenamiento físico en un campamento, y produjo una serie de pinturas de los combates de boxeo en Witley en Surrey. Knight trabajó con Ella Naper, que tenía experiencia en técnicas de esmaltado, para producir un conjunto de pequeñas piezas de esmalte con varios bailarines de ballet, que se exhibieron en la Fine Art Society de Londres en 1915. Los permisos especiales de pintura y boceto disponibles después de 1915 le permitieron a Knight continuar sus pinturas de paisajes de acantilados. Varios de estos estudios se completaron en el primer estudio londinense de los Knight después de que la pareja se mudó a la capital en 1919. Durante la guerra, en 1916, Harold Knight se había registrado como objetor de conciencia y eventualmente se le exigió que trabajara como jornalero.

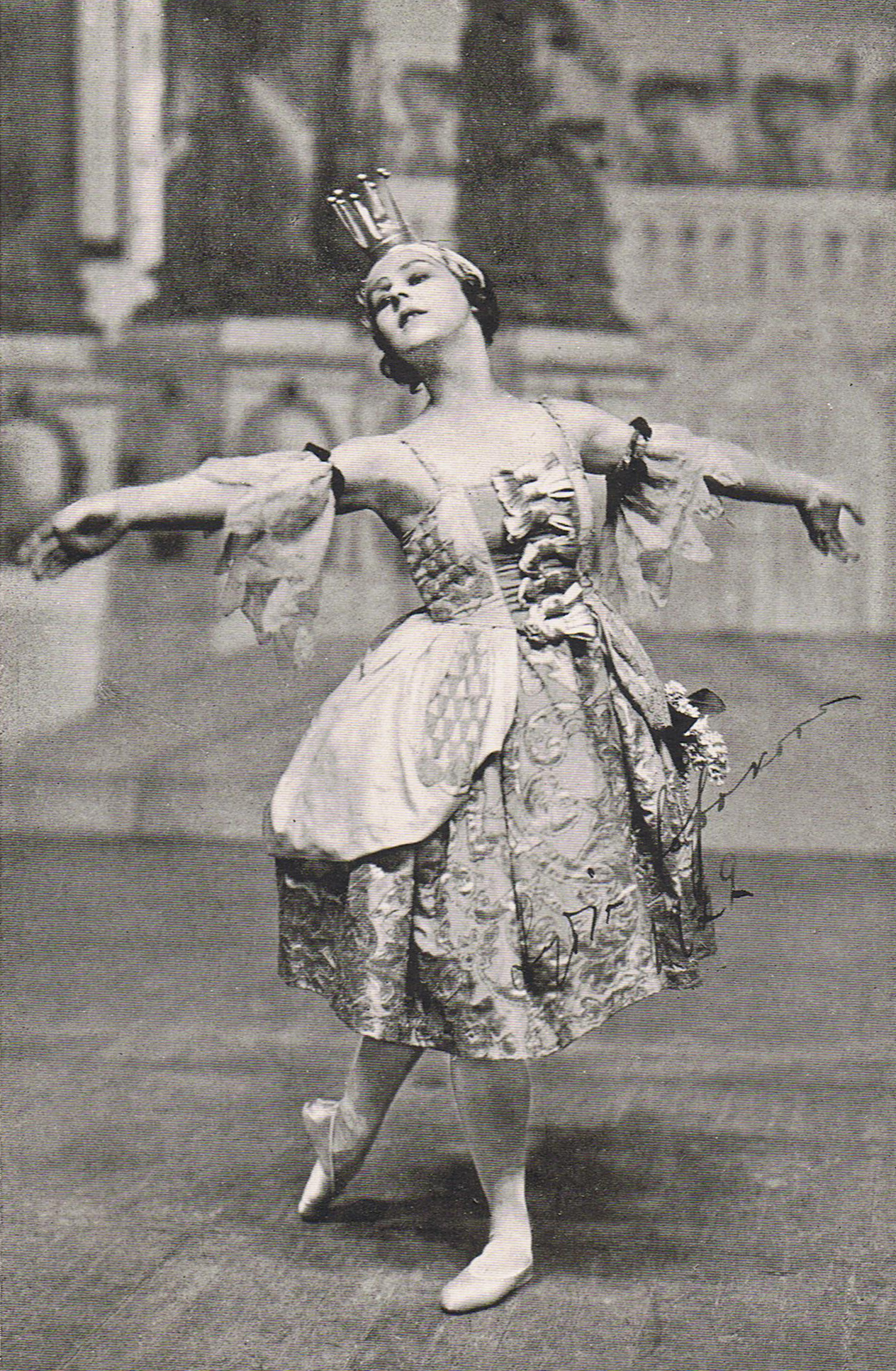
Lydia Lopokova como Aurora en La Bella Durmiente

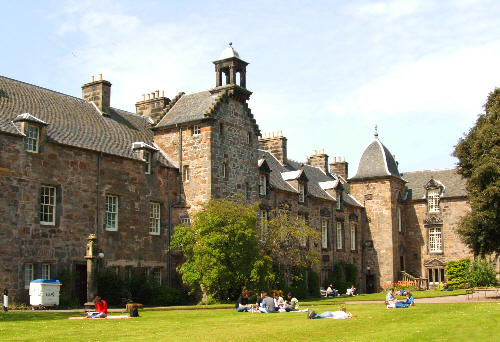
Universidad de St. Andews. St Mary's College

Durante 1920 y 1921, Laura conoció, y pintó entre bastidores, a algunos de los bailarines de ballet más famosos del día de los Ballets Russes de Sergei Diaghilev. Sus sujetos incluyeron a Lidia Lopokova, Anna Pavlova y al maestro de baile Enrico Cecchetti. Knight también pintó detrás del escenario, y en los vestuarios, en varias producciones del Birmingham Repertory Theatre. A principios de la década de 1920, Knight compró la imprenta de Sir George Clausen y comenzó a grabar. Produjo 90 copias entre 1923 y 1925, incluido un póster que publicita viajes en tranvía a Twickenham para London Transport. En 1922, Knight hizo su primer viaje a América, donde formó parte del jurado en la Exposición Internacional de Cuadros de Pittsburgh.

### Baltimore 1926

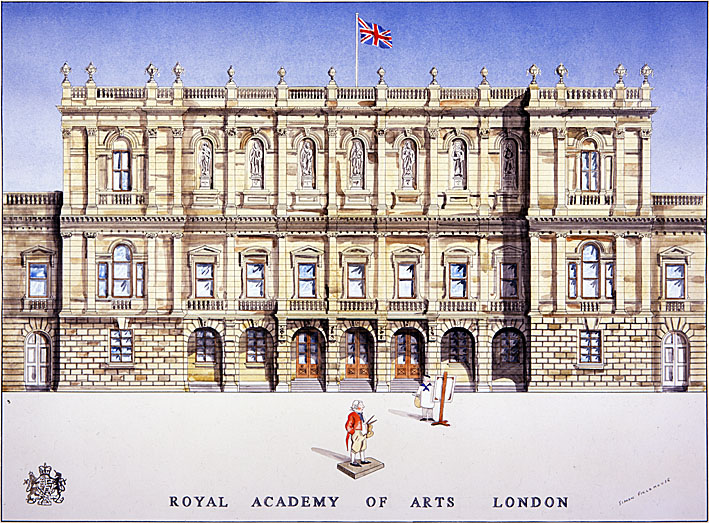
Royal Academy of Arts. Simon Fieldhouse

En 1926, Harold Knight pasó varios meses en el Hospital Johns Hopkins en Baltimore, en Estados Unidos, pintando comisiones de retratos de cirujanos. Laura se unió a él allí y se le dio permiso para pintar en el Baltimore Children's Hospital y en las salas negras del Hospital Johns Hopkins segregado racialmente. Mientras estuvo en Baltimore, Knight pintó a una enfermera, Pearl Johnson, quien la llevó a reuniones y conciertos del movimiento estadounidense de derechos civiles temprano. Knight también contrató a unos modelos madre e hijo para posar para la composición originalmente conocida como la Virgen de los Campos de Algodón. Knight llevó estas pinturas a Londres con ella y aparecen en el noticiero Pathé producido para destacar su elección como Asociada de la Real Academia en 1927. Otro retrato de Johnson, Irene y Pearl, muestra a dos mujeres sobre un fondo de rascacielos y fue uno de los numerosos retratos que Knight pintó a finales de la década de 1920 y que parecen sorprendentemente modernos. La señorita Ealand, que se presentó en la Royal Academy en 1928, representa a una mujer con el pelo corto, vestida con una chaqueta y sosteniendo una pistola. El mismo año se exhibió el retrato de Knight de una intérprete de saxofón en la National Gallery of Art en Washington D. C.

### Gentes del circo

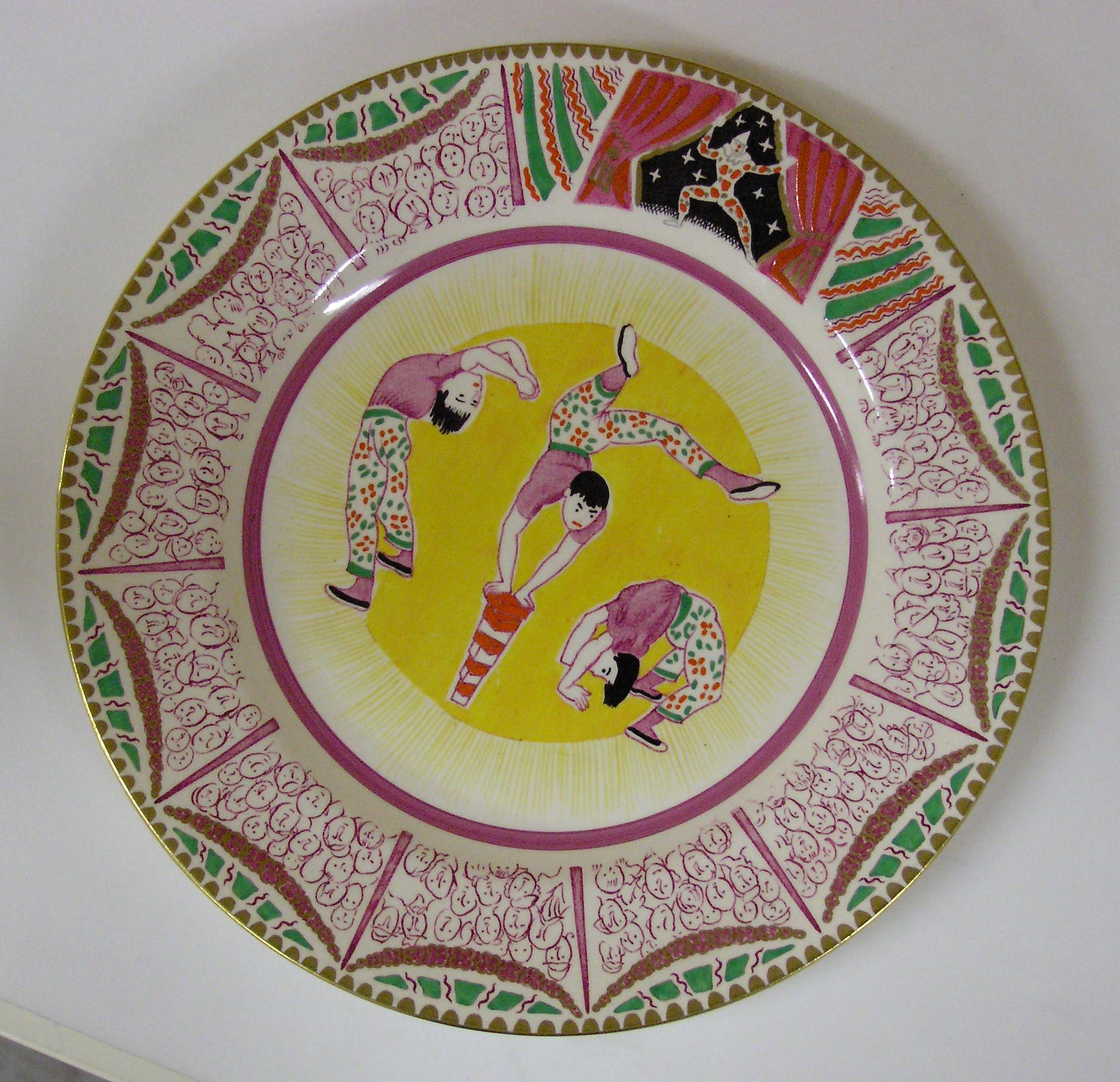
Pintura sobre circo en cerámica

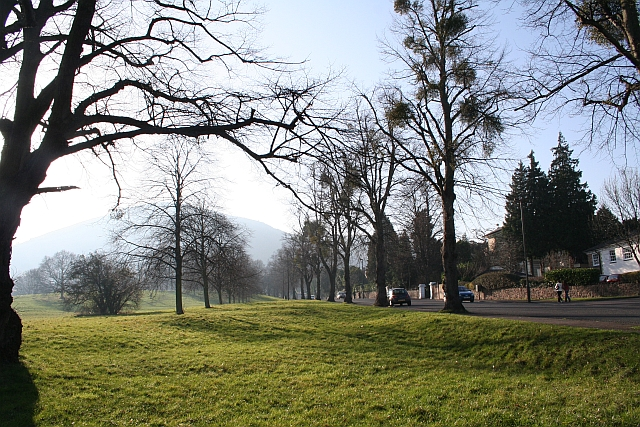
Malvern Link Common

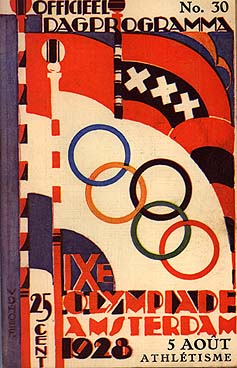
Chris van der Hoef. Olimpiada de Ámsterdam

A principios de la década de 1920, Knight visitó el Bertram Mills Circus en Olympia, en el oeste de Londres. El circo de Mills fue un espectáculo muy pulido con artistas de renombre internacional. Knight pintó algunos de estos artistas, como el payaso Whimsical Wilson, varias veces. Charivari o The Grand Parade, exhibido en la Royal Academy en 1929, representa prácticamente a todo el elenco de artistas y animales del circo. A lo largo de 1929 y 1930, Knight realizó una gira por las ciudades británicas combinando los circos de Bertram Mills y Great Carmo. Pintar dentro de un circo obligó a Knight a pintar a gran velocidad, ya que los artistas rara vez tenían mucho tiempo para posar. Knight respondió pintando directamente sobre el lienzo sin ningún dibujo preliminar. Si bien esto llevó a algunas de sus escenas de circo a aparecer 'planas', sus pinturas de pequeños grupos de payasos, como The Three Clowns (1930) y Old Time Clowns (1957), tuvieron mucho más éxito. La exhibición Knight's Circus Folk, en el Alpine Club en 1930, fue muy criticada en las revistas de arte, pero sus pinturas de temas más mundanos, como el interior doméstico y las calles de Londres, fueron muy elogiadas. Obras notables de este período incluyen Susie and the Wash-basin (1927), Blue and Gold (1927), A Cottage Bedroom (1929) y Spring in St. John's Wood (1933). En 1934, Knight desarrolló una serie de diseños de circo para la gama de vajilla Modern Art for the Table producida por Clarice Cliff.

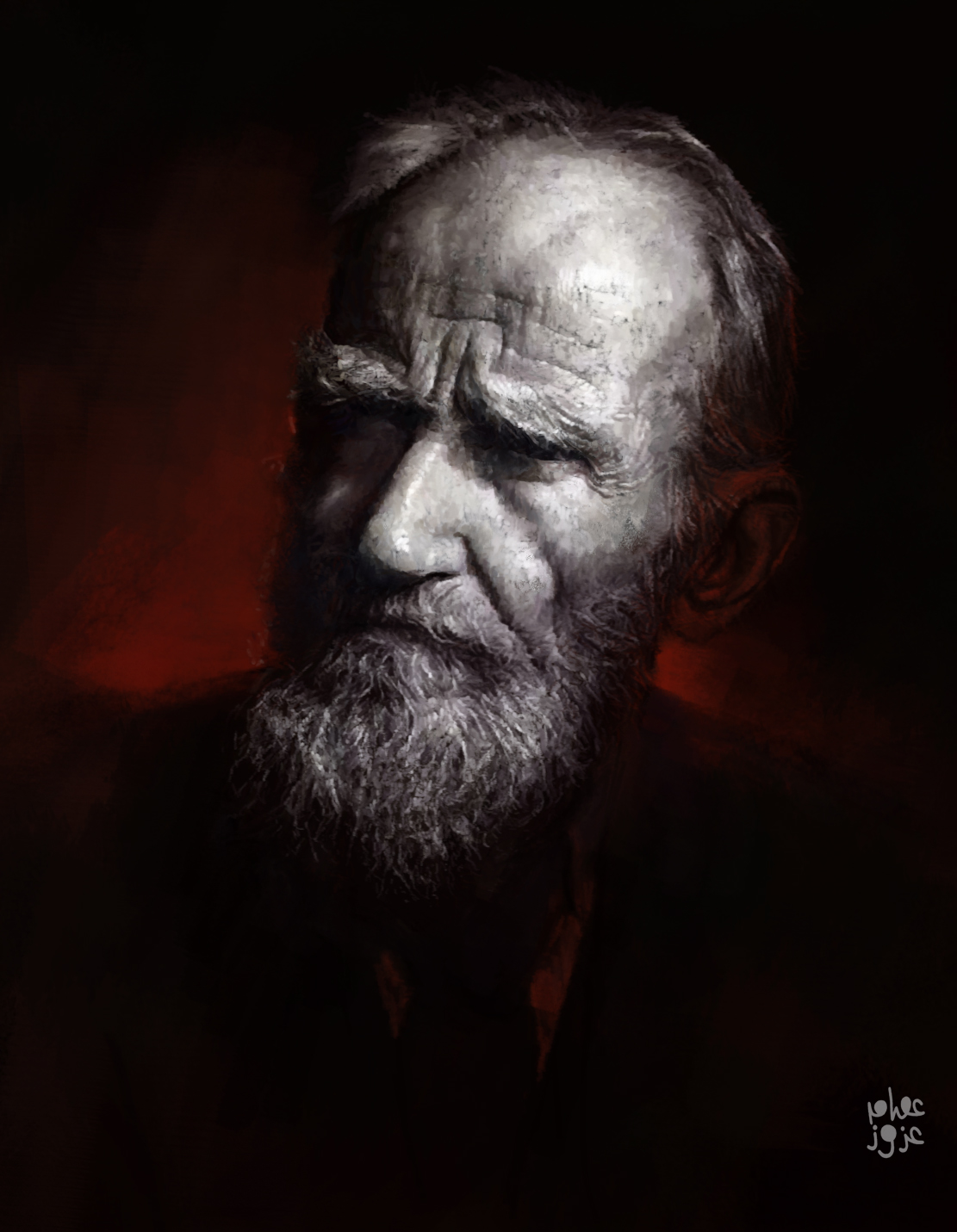
George Bernard Shaw

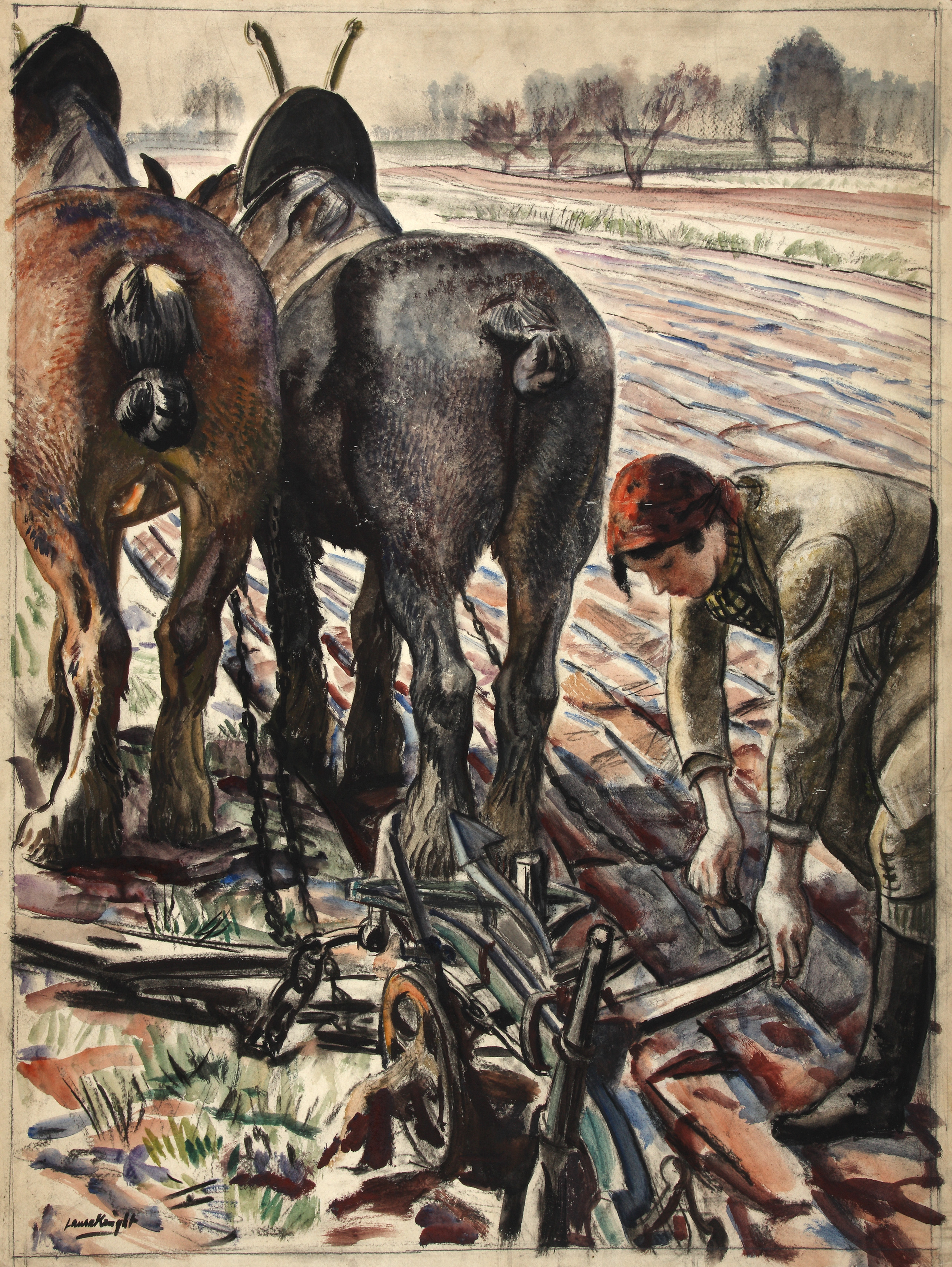
Food Production Horse-drawn plough, land girl. Laura Knight

### Reconocimiento

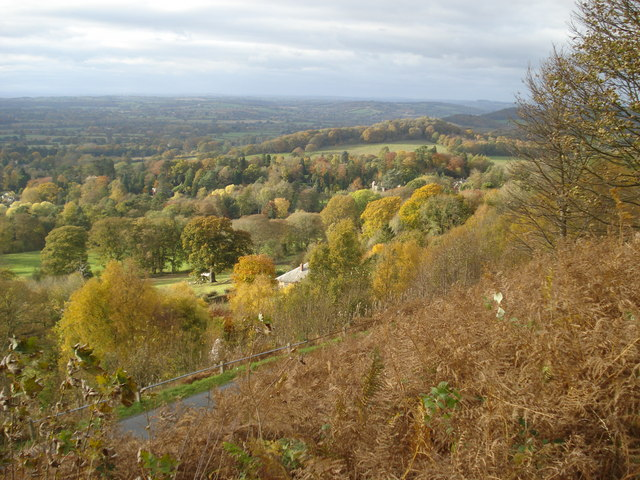
Colwall

En los Juegos Olímpicos de Verano de 1928 en Ámsterdam, Knight ganó la Medalla de Plata en Pintura con la pintura Boxer (1917), una de las series que había pintado en Witley en 1916. En 1929 Knight fue nombrada Dama Comandante de la Orden del Imperio Británico, y en junio de 1931 recibió un título honorífico de la Universidad de St. Andrews. Knight fue elegida presidenta de la Sociedad de Mujeres Artistas en 1932 y ocupó el cargo hasta 1967. En 1936 se convirtió en la primera mujer desde 1769 elegida miembro de la Royal Academy. El mismo año, Knight publicó su primera autobiografía, Oil Paint and Grease Paint, que se convirtió en un best-seller, con cuatro ediciones de tapa dura, seguidas en 1941 por una impresión de bolsillo de Penguin.

Corporal JM Robins, MM, WAAF (1941)

Desde 1933, los Knight se convirtieron en visitantes habituales de Malvern, Worcestershire, haciendo una visita anual al Festival de Malvern, que había sido establecido por su amigo Barry Jackson. Durante una de esas visitas, Knight conoció a George Bernard Shaw y pintó su retrato. Una placa azul en el Mount Pleasant Hotel en Belle Vue Terrace, Great Malvern, conmemora el tiempo que los Knight pasaron en la zona. Encontraron mucha inspiración para su trabajo en Malvern Hills y en el campo circundante y para el comienzo de la Segunda Guerra Mundial la pareja vivía en Colwall en Herefordshire.

### Gitanos

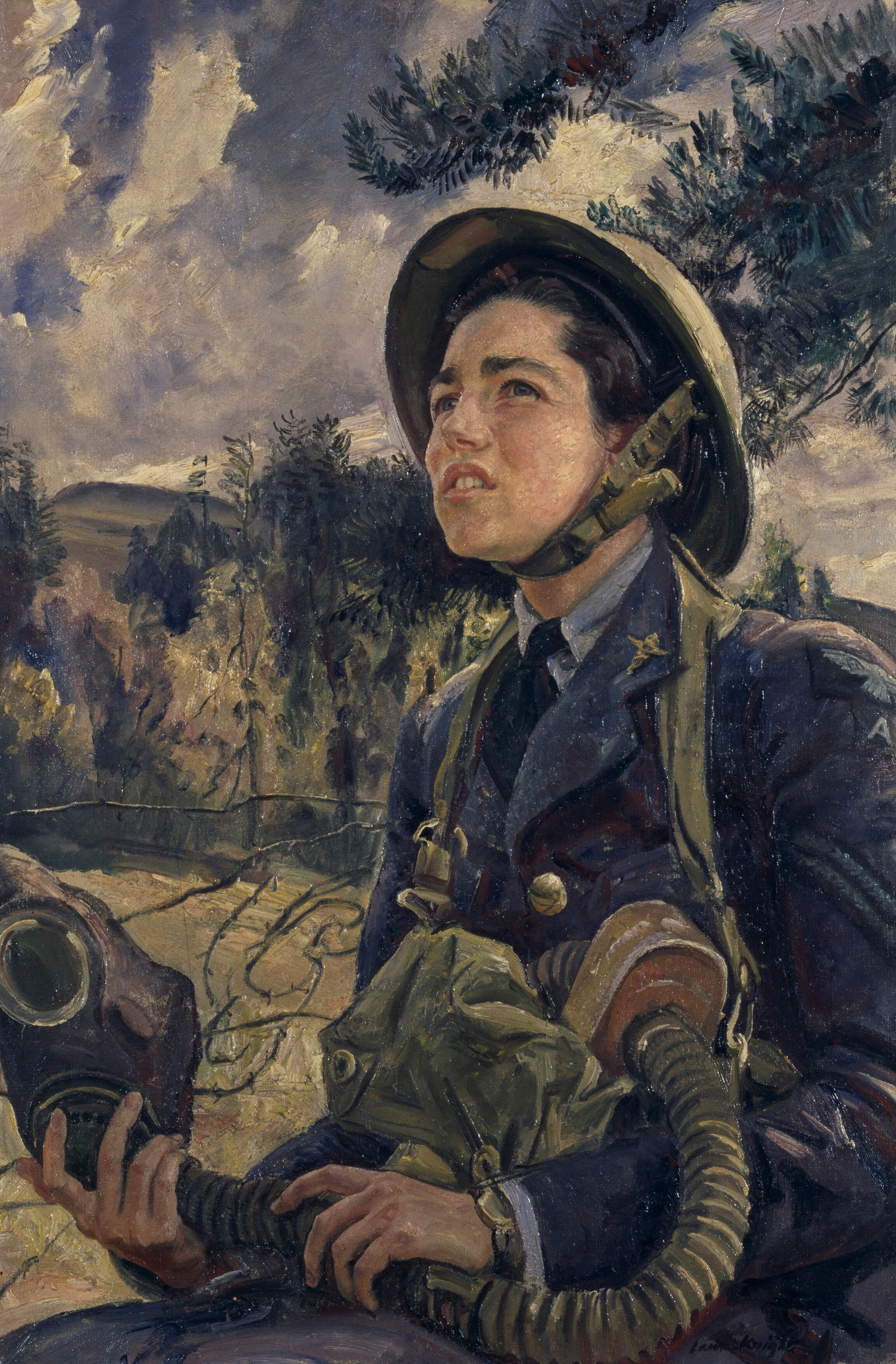
Corporal J.D.M Pearson, GC, WAAF (1940)

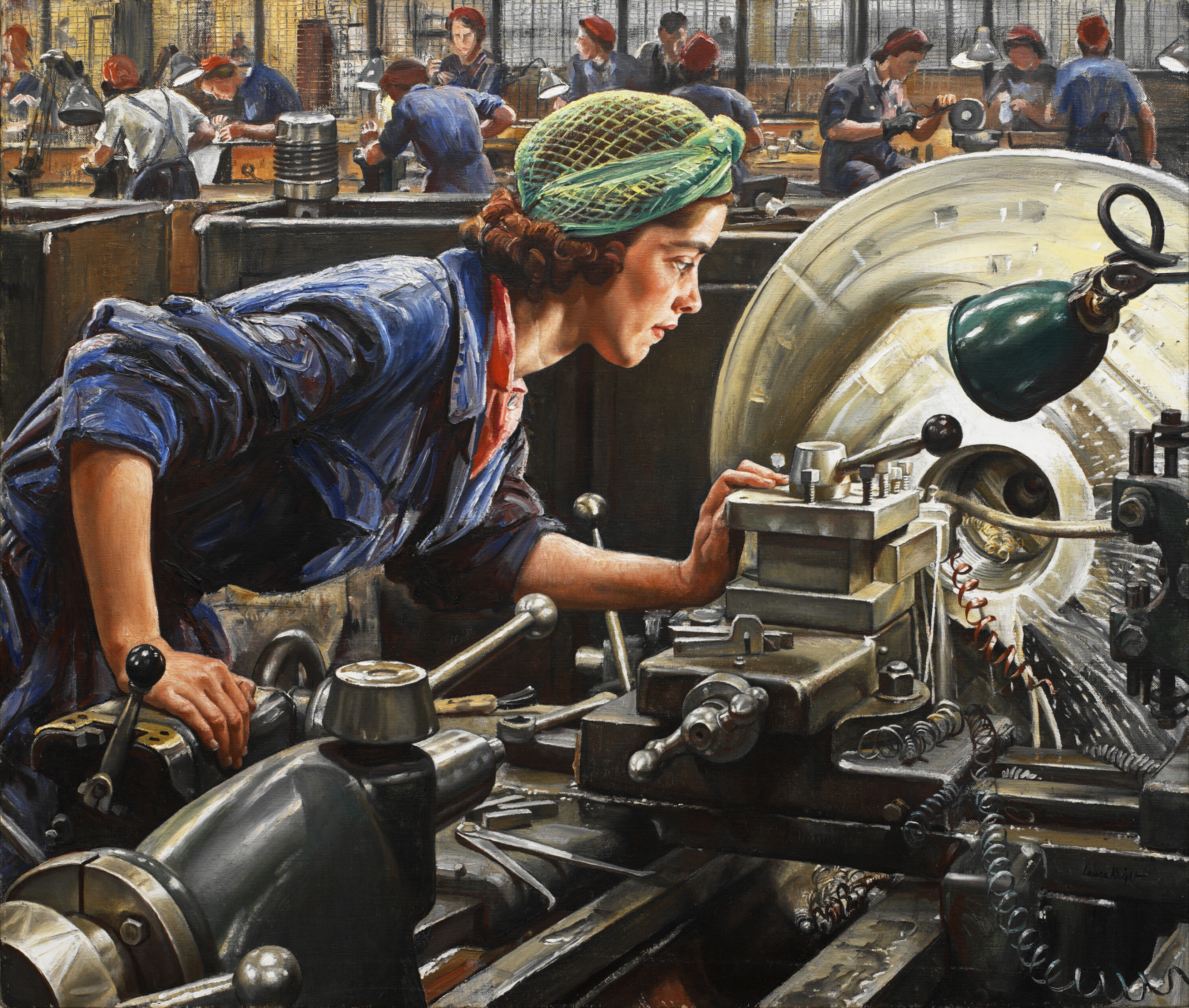
Ruby Loftus screwing a Breech-ring (1943)

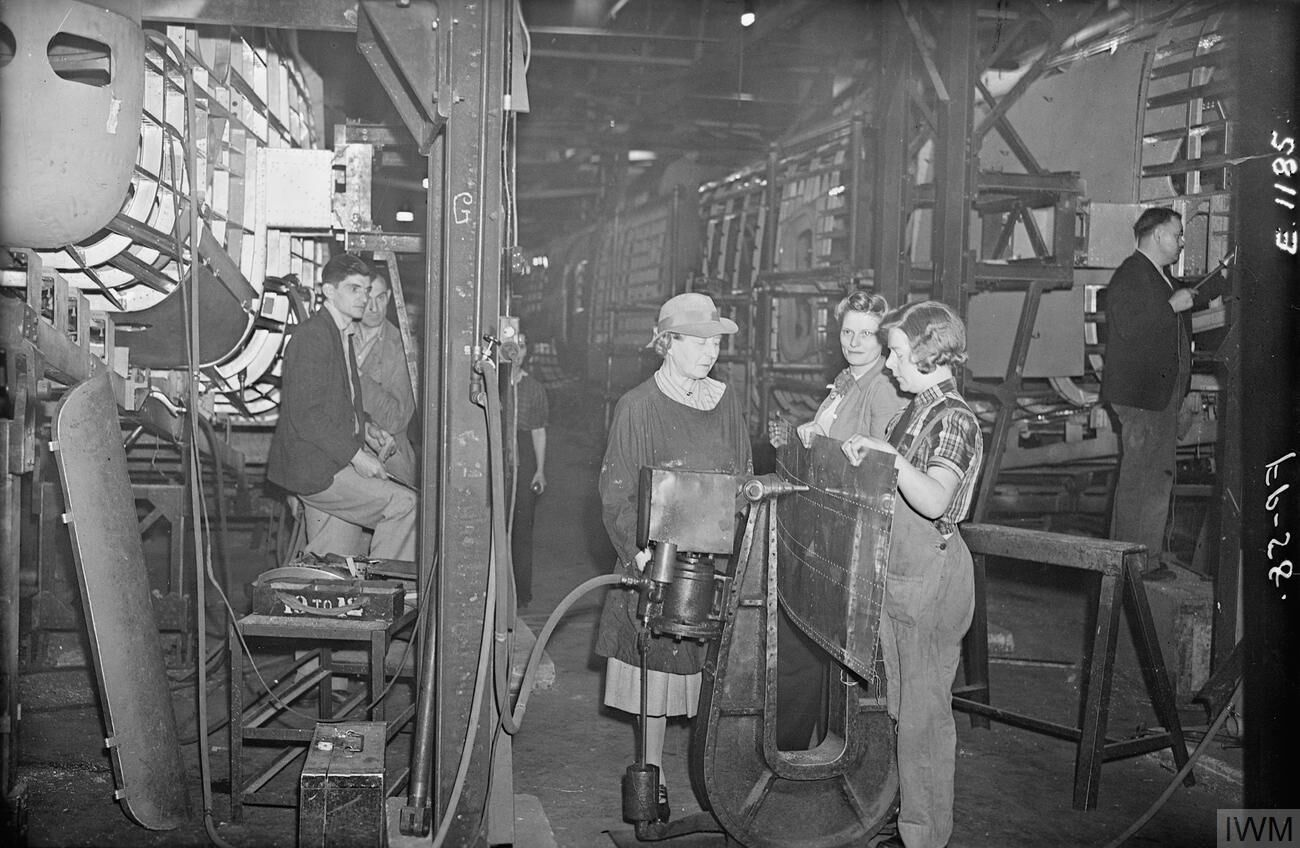
Laura Knight con dos mujeres que posarán para ella en una fábrica de Bombas

A mediados de la década de 1930, Knight se hizo amiga y pintó grupos de gitanos en los hipódromos de Epsom y Ascot. Knight regresaba con frecuencia a los hipódromos y pintaba desde la parte trasera de un antiguo auto Rolls-Royce, que era lo suficientemente grande como para acomodar su caballete. A menudo, pares de mujeres gitanas posaban en la puerta abierta del Rolls-Royce, con la multitud del día de la carrera en el fondo. Desde Epsom Knight fue invitada al asentamiento gitano en Iver en Buckinghamshire. Knight visitó el asentamiento de Iver, normalmente cerrado a personas de afuera, todos los días durante varios meses a fines de la década de 1930. Estas visitas dieron como resultado una serie de retratos de gran intensidad. Dos mujeres, en particular, se sentaron varias veces para Knight, Lilo Smith, retratada en Old Gypsy Women (1938) y Gypsy Splendor (1939), y su nuera, Beulah. Gypsy Splendor se presentó en la Royal Academy en 1939, el año en que murió Lilo Smith.

### Segunda Guerra Mundial

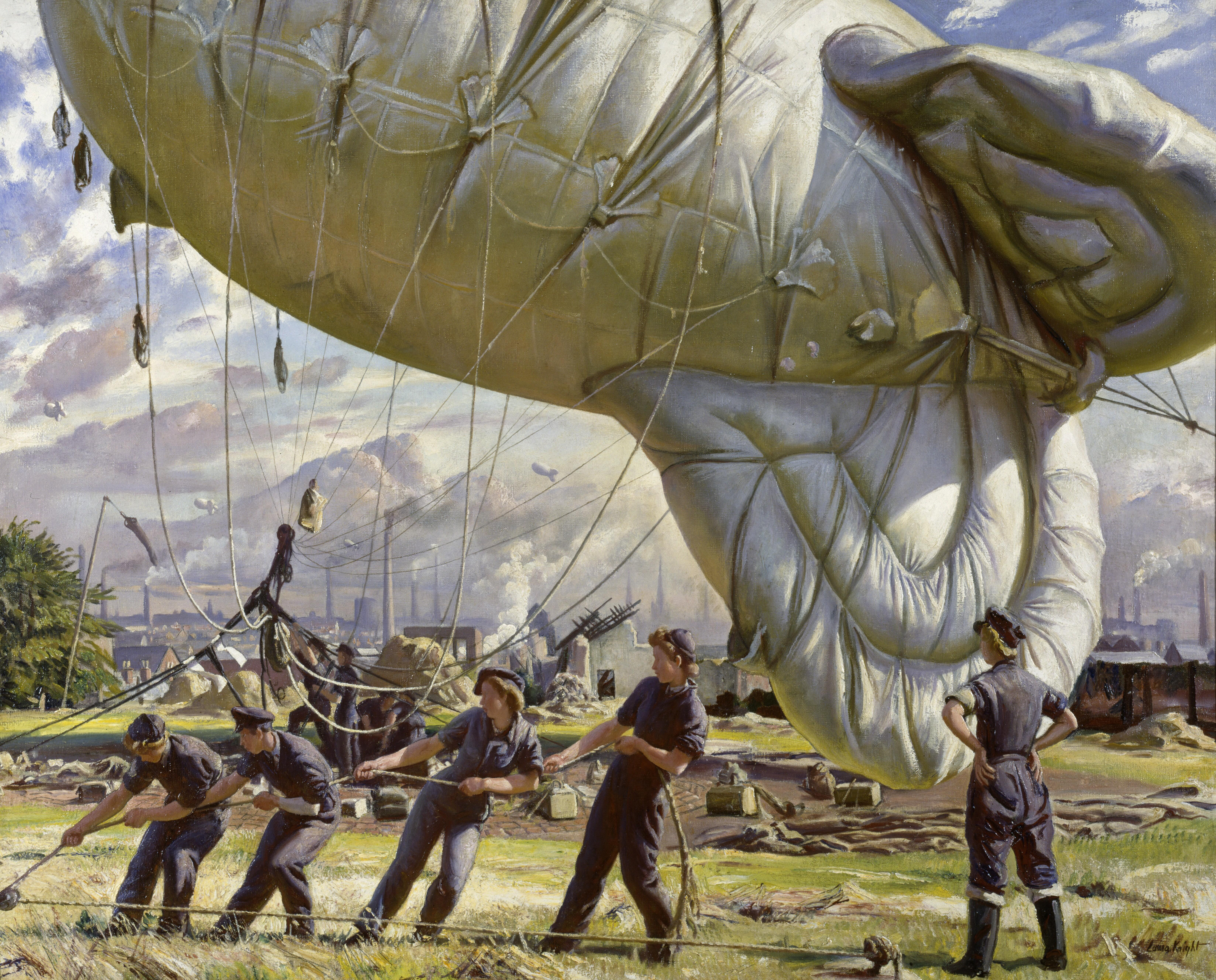
A Balloon Site, Coventry (1943)

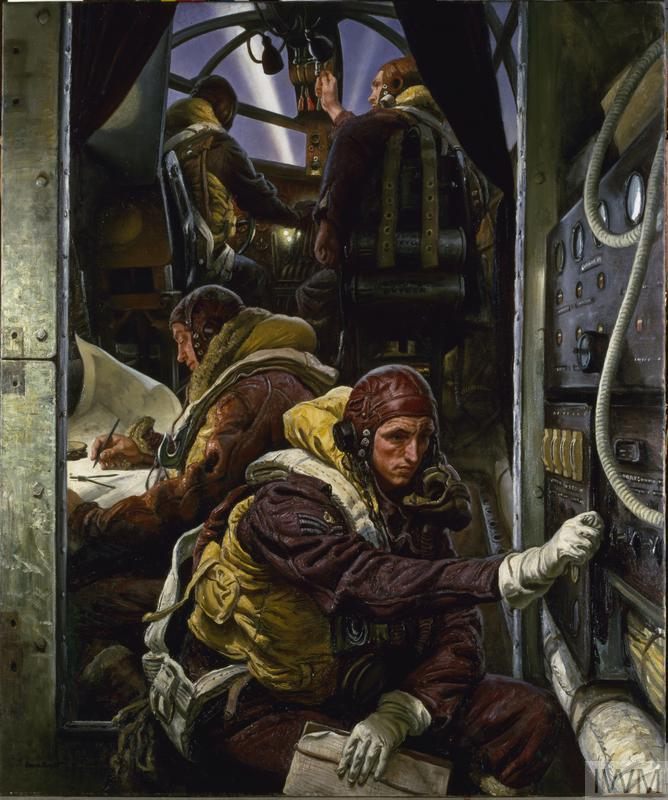
Take Off (1943)

En septiembre de 1939, se le pidió a Knight que produjera un cartel de reclutamiento para el Ejército de Tierra de Mujeres, (WLA). Knight alquiló dos caballos Suffolk Punch y un arado de un granjero y los pintó al aire libre en un huerto de cerezos en la granja de Averills en Worcestershire. Su diseño original para el cartel de la WLA fue rechazado por poner demasiado énfasis en los caballos en lugar de las mujeres que trabajan. Un nuevo diseño, con solo una mujer, fue aceptado. Knight pintó para su entrada en la Royal Academy en enero de 1940, una escena similar al mismo tiempo. Durante la Segunda Guerra Mundial, Knight fue una artista de guerra oficial, contratada por el Comité Asesor de Artistas de Guerra en varias comisiones a corto plazo. Entre las obras que Knight produjo para estas comisiones se encuentran:
- Cabo J. D. M. Pearson, GC, WAAF (1940) - muestra a la primera mujer en recibir la Medalla Imperio Gallantry, Daphne Pearson de la Fuerza Aérea Auxiliar Femenina, WAAF. Aunque Pearson, ante la insistencia de Knight, se sentó para el retrato con un rifle, la pintura termina mostrando que tiene un respirador. Como el personal de WAAF no tenía permitido portar armas de servicio, Knight tuvo que pintar sobre el rifle.[36]
- Cabo J. M. Robbins (1940) - Robbins fue galardonada con la Medalla Militar por el coraje que mostró al ayudar a los heridos cuando un refugio fue directamente alcanzado por una bomba durante un ataque a la RAF Andover. WAAC había solicitado que Knight pintara a Robbins como parte de un grupo de mujeres ganadoras de medallas, pero Knight se negó.
- In For Repairs (1941), que muestra un globo de barrera parcialmente inflado reparado por miembros de la Fuerza Aérea Auxiliar Femenina en Wythall, cerca de Birmingham. La pintura fue mostrada en la Royal Academy en 1941.
- Cabo Elspeth Henderson y sargento Helen Turner (1941): ambas mujeres obtuvieron la Medalla Militar por permanecer en su puesto cuando el edificio en el que se encontraban recibió un impacto directo de una bomba durante un ataque aéreo en la RAF Biggin Hill. Aunque está pintado en el estudio de Knight en Malvern, la pintura muestra a las dos mujeres de turno en su aeródromo.
- Un sitio de globo, Coventry (1942) - muestra a un equipo de mujeres que levantan un globo de posición con las chimeneas de Coventry en el fondo que rodean la aguja de la catedral de Coventry. WAAC encargó el trabajo como una herramienta de propaganda para reclutar mujeres para el Comando de Globos, y la composición de Knight tiene éxito en hacer que el trabajo parezca tanto heroico como glamuroso.[23]
- Ruby Loftus haciendo una junta atornillada (1943) - en el otoño de 1942 el WAAC encargó a Knight pintar un retrato para impulsar el reclutamiento de mujeres para las fábricas de artillería, ya que el Ministerio de Abastecimiento se preocupó por el nivel de desafección y ausentismo entre las mujeres que trabajan en las fábricas. La pintura resultante es una de las pinturas al óleo más grandes de toda la colección WAAC, y el retrato de una sola figura más grande que adquirió durante la guerra.[37] La pintura se mostró por primera vez el 30 de abril de 1943 en la Royal Academy y al día siguiente se reprodujo en ocho periódicos británicos. La pintura, junto con Knight y Loftus, también apareció en un corto británico de Paramount News que se mostró en los cines,[38] y fue reproducida en una versión de póster por WAAC. El éxito de la pintura dio lugar a nuevas comisiones industriales para Knight a lo largo de la década de 1940. En 1945 pintó Switch Works en Ellison Switchgear en Birmingham. Ésta fue seguida por pinturas de operaciones en las obras de traviesas de hormigón de Dow Mac y en la fábrica de rodamientos de bolas Skefko.[27]
- Take Off (1944) - un gran y complejo retrato grupal de la tripulación de cuatro hombres de un bombardero Short Stirling, en plena concentración, preparándose para un vuelo, que Knight pintó durante varios meses en la RAF Mildenhall. Knight vivía en el comedor de oficiales de WAAF mientras estaba en la base, y la RAF le dio el uso de un Stirling obsoleto para trabajar mientras preparaba la pintura. Cuando Knight supo que el piloto de la fotografía, Raymond Frankish Escreet, había sido muerto en acción, acordó que su familia recibiera una fotografía de la pintura.[27]

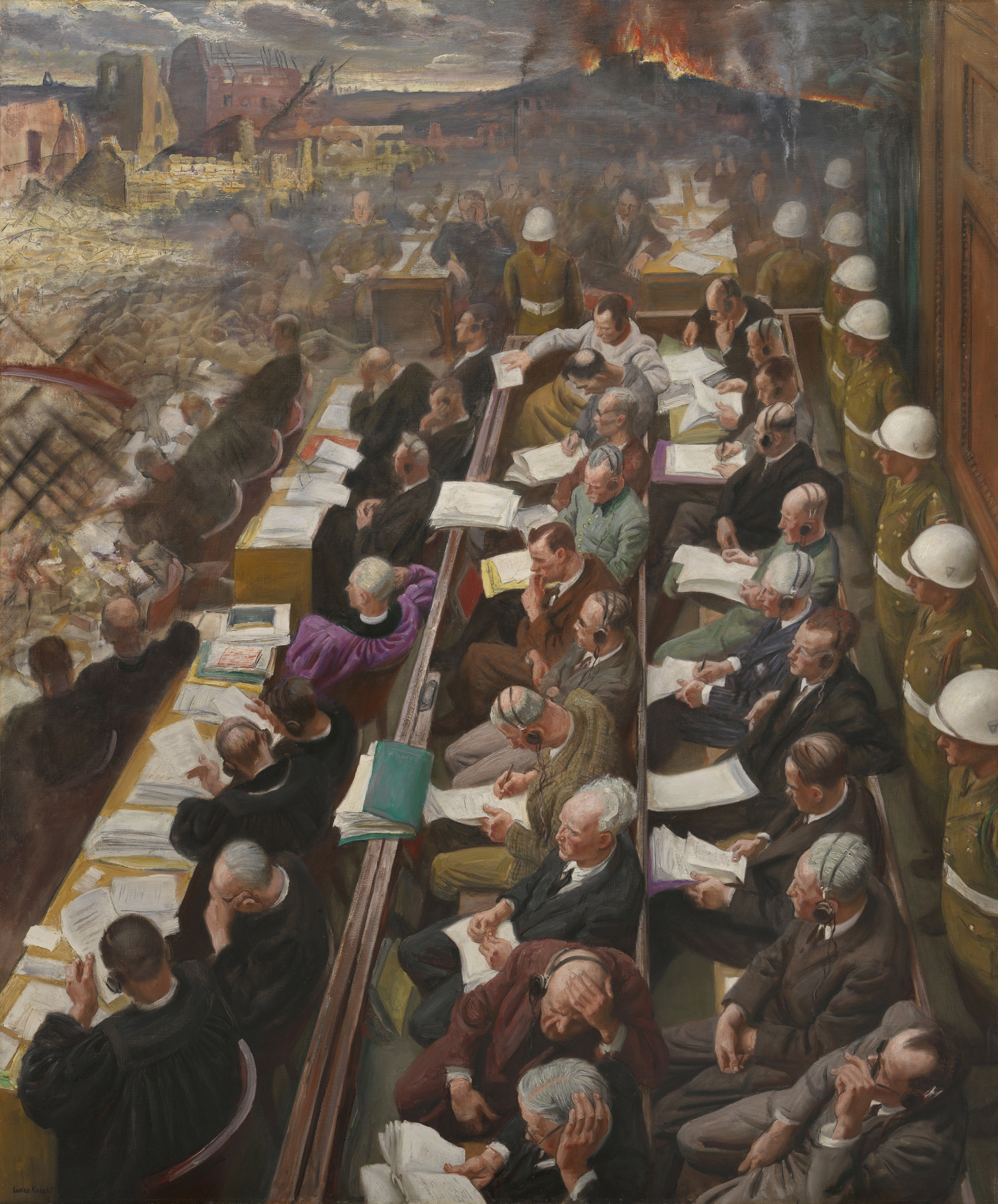
The Nuremberg Trial, 1946 (1946)

En total, Knight hizo diecisiete pinturas completas, junto con numerosos estudios, aceptados por el WAAC, la mayoría de los cuales se exhibieron en la National Gallery durante la Segunda Guerra Mundial. A lo largo de la guerra, Knight también continuó tomando comisiones privadas, generalmente para retratos individuales o familiares. El ejemplo más notable del tiempo de guerra es la composición, Betty y William Jacklin mostrando a una madre y su hijo, junto con su conejo mascota y el campo de Malvern en el fondo, que se exhibió en la Royal Academy en 1942, junto a In for Repairs.

### El juicio de Núremberg, 1946
A raíz de la guerra, Knight propuso al Comité Asesor de Artistas de Guerra los juicios por crímenes de guerra de Núremberg como tema. El Comité estuvo de acuerdo, y Knight fue a Alemania en enero de 1946 y pasó tres meses observando el juicio principal desde el interior de la sala del tribunal. El resultado fue la gran pintura al óleo, El juicio de Nuremberg. Esta pintura se aparta del realismo de sus pinturas de tiempos de guerra, en que, aunque aparentemente realista representa a los criminales de guerra nazis sentados en el banquillo, faltan las paredes traseras y laterales de la sala, para revelar una ciudad en ruinas, parcialmente en llamas.
Knight explicó esta elección de composición en una carta al Comité Asesor de Artistas de Guerra:
"En esa ciudad en ruinas, la muerte y la destrucción están siempre presentes. Tuvieron que entrar en la imagen; sin ellos, no sería el Núremberg como lo es ahora durante el juicio, cuando la muerte de millones y la devastación total son los únicos temas de conversación allá donde uno va, sea lo que sea que esté haciendo ".
La pintura fue fríamente recibida en la posterior Exposición de Verano de la Real Academia, pero fue muy alabada por aquellos que habían sido testigos de los juicios.

### Vida posterior

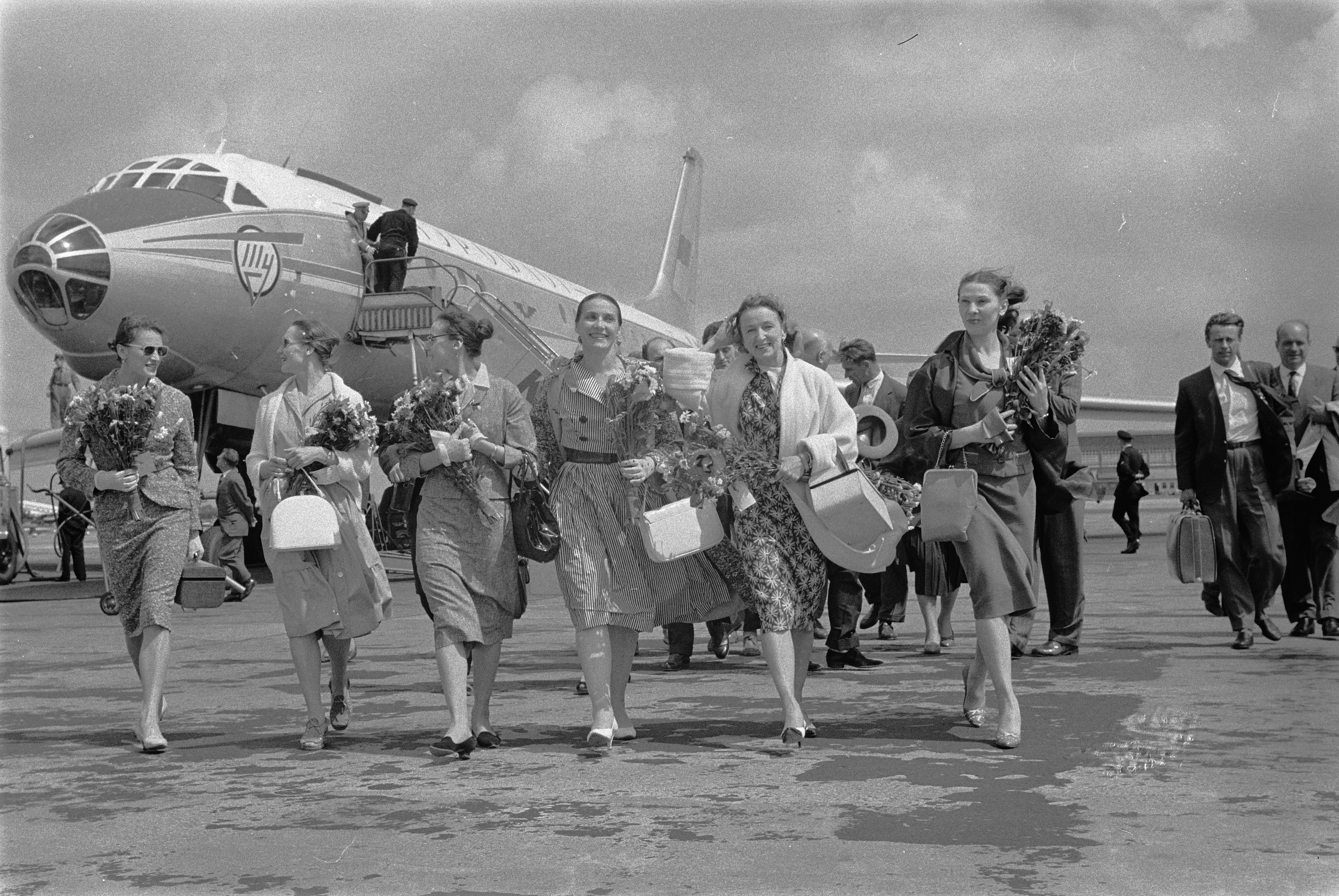
Llegada a Londres del Bolshoi Ballet

Después de la guerra, Knight volvió a sus temas anteriores del ballet, el circo y los gitanos, y continuó dividiendo su tiempo entre Londres y Malvern. En 1948, Knight pintó detrás del escenario en el Shakespeare Memorial Theatre, en su mayoría observando el trabajo del departamento de vestuario, todavía trabajando bajo restricciones de austeridad. El mismo año, pintó un gran retrato grupal de la Princesa Isabel y varios dignatarios cívicos que abrieron el nuevo Broadgate Center en Coventry. Un período de enfermedad afectó su trabajo en esta comisión y, a pesar de que Knight repintó grandes partes del lienzo, la pintura terminada no fue bien recibida. Una gran exposición de más de ochenta obras de Knight se llevó a cabo en la Galería Ian Nicol en Glasgow, en 1952. Al año siguiente, Knight regresó al teatro, pintando y produciendo estudios con lápices de colores, tras los bastidores en el Old Vic de Londres durante la producción de Enrique IV, Parte 1ª y Parte 2ª del Birmingham Repertory Theatre. A lo largo de este período, Knight continuó exhibiéndose en la Royal Academy cada año, sobre todo con un retrato de Jean Rhodes, una mujer profesional fuerte conocida como "The Mighty Mannequin", que cuando se mostró en 1955 condujo a nuevas comisiones de retratos para Knight. En 1956, Knight trabajó en el backstage de la Royal Opera House durante las actuaciones y los ensayos del Bolshoi Ballet.
En 1961, Harold Knight murió en Colwall. La pareja había estado casada cincuenta y ocho años. La segunda autobiografía de Knight, La magia de una línea, se publicó en 1965, coincidiendo con una gran retrospectiva de su trabajo en la Royal Academy. La exposición, la primera para una mujer en la Academia, contenía más de 250 obras, y fue seguida en 1968 y 1969 por otras exposiciones retrospectivas en las Galerías Upper Grosvenor.
Knight murió el 7 de julio de 1970, con 92 años, tres días antes de que se abriera una gran exposición de su obra en la Galería de Arte y Museo del Castillo de Nottingham.